# Musée du Débarquement
Das Musée du Débarquement ist ein französisches Museum in Arromanches bei Bayeux, Region Normandie. Es dokumentiert die Operation Overlord, auch bekannt als Landung in der Normandie, die Landung alliierter Truppen im Zweiten Weltkrieg am 6. Juni 1944, und befindet sich im Zentrum des Ortes mit dem wichtigsten künstlichen Hafen (Mulberry B).
Das mit etwa 500 m² recht kleine Museum hatte 2009 rund 330.000 Besucher. Es wurde am 5. Juni 1954 durch den damaligen französischen Staatspräsidenten René Coty eröffnet.

## Geschichtlicher Hintergrund
Nach dem Scheitern der Operation Jubilee am 19. August 1942 beschlossen die Alliierten, die Voraussetzung für eine erneute Landung an der durch den Atlantikwall gesicherten Küste der durch die Wehrmacht besetzten Normandie zu schaffen. Ein künstlicher Hafen wurde geplant. Es wurden 115 sogenannte Phoenix-Senkkästen aus Beton produziert. Sie wurden zunächst in der Themse versenkt, um für die deutsche Luftaufklärung unsichtbar zu sein und dann nach Arromanches verschifft. Alte Schiffe und dann die Senkkästen wurden etwa zwei Kilometer vor der Küste versenkt und bildeten einen halbkreisförmigen Hafen von rund 500 Hektar. Der neue Hafen war Anfang Juli 1944 trotz eines Tidenhubs von rund acht Metern operabel und bildete die Basis für den alliierten Nachschub. Drei Landungsbrücken ermöglichten einer Vielzahl von Schiffen die Entladung. Das amerikanische Gegenstück, Mulberry A vor Omaha Beach, wurde bereits kurz nach der Errichtung bei einem Sturm zerstört.

## Exponate
Der künstliche Hafen im Modell, alliierte Uniformen und Orden, Waffen, Jeeps und viele Fotos vom Ort der Landung dokumentieren die Operation Overlord.

## Services
Es gibt zwei Kinosäle, einen Andenken- und Buchladen.